# 李從璟
李從璟（?—926年），原名从审，曾用名继璟，后唐明宗李嗣源之长子，后唐庄宗李存勗之義子。鄴都之變中李嗣源被叛軍擁立，李存勗命从审前去勸降其父，路遇仇家元行钦，被行钦斬殺。明宗即位，赠太保。

## 簡介
从审为人忠勇沈厚，骁勇善战，并且谦退谨敕。随后唐庄宗有战功，庄宗任命为金枪指挥使。
鄴都之變爆發之後，后唐庄宗命李嗣源領兵去討伐叛軍，嗣源卻被自家军士挟持，與魏博叛軍合兵造反，庄宗下诏於从审：“你父親對國家立有大功，他忠孝之心，朕從來深深相信。現在他被亂兵所劫持，你應該要自行前去宣讀朕的旨意，不要讓他有疑惑。」从审行至卫州，被元行钦抓住，将要處決，从审大呼：“我的父親被亂軍挾持，您要我向父親說明，又不讓我去見父親，不如讓我留在殿前保護皇帝，以示忠心。”元行钦放他回洛阳。
庄宗很可憐他的處境，收为养子，賜名李继璟，命继璟再去李嗣源处，继璟执意不去，表示愿死于御前，以明忠心。随庄宗赴汴州，李嗣源的亲旧多策马而去，左右有人劝继璟逃脱，李继璟不听。庄宗听说李嗣源渡黄河到黎阳，逼继璟前去質问。继璟行至半路，被元行钦杀死。
嗣源即位，是為明宗，元行欽被捕，明宗想起無辜被害死的兒子，氣得大罵：「我兒子有甚麼對不起你的地方嗎？」元行欽回嘴：「那先皇帝又有對不起你的地方？」明宗大怒，斬行欽於市。
天成初年，追赠太保。又賜名为李从璟。
后周太祖广顺元年，封李从璟子李重玉（或作李从璨子，此从《册府元龟》）为右监门卫将军，主后唐祭祀。

## 延伸阅读
[在维基数据编辑]
 《舊五代史·卷51》，出自薛居正《舊五代史》
 《新五代史/卷15》，出自歐陽修《新五代史》